# 謝春林
謝春林（しゃ しゅんりん、1950年9月9日 - ）、日本に在住する水墨画（彩墨画）画家、「海景山水画」を創り上げた第一人者。
中国上海の出身で、1986年に来日。京都大学を卒業し、1992年に国際書画文化交流協会を創立。20年以上にわたり「海」を主題とする新たな山水画の芸術創作及び日中友好と日中文化交流事業に携わってきた。在日中国人芸術家の中で人望の高い代表的な人物の一人である。
謝春林の作品は何度も中国及び世界各地の美術展に展示され、数多くの受賞やグランプリン入りを果たしている。いくつかの美術館や博物館に収蔵されている。その他、度々の公的な寄贈依頼を受けて、特注作品を中南海（中国政府首脳官邸）やアメリカ、カナダ諸国の首脳及び国会や政府機関や香港国際空港、日本京都市市役所にそれぞれ贈呈した。1994年に六曲二双山水画屏風『富士雄姿』を奈良・橿原神宮に奉納し、「神宮の新しい宝」であると『朝日新聞』に報道され、皇室から純銀の「御杯」を受賞した。
その名は『世界芸術家辞典』、『美術年鑑』、『美術名典』、『芸術家年鑑』などに掲載されてある。―（2005年『芸術家年鑑』は一号に18万円と値を付けられた）

## 画歴
- 1970年、画家の宋治平に師事、修行を始めた。
- 1978年、正式に一人前のプロ画家に転身した。
- 1982年、中国の高名な画家・応野平の入門弟子となった。
- 1983年、上海市美術家協会の会員となった。
- 1984年、中国広東省民間工芸博物館にて初の個展を開催。
- 1985年、海の山水画の初作品『心涛』を完成。
- 1986年、来日。
- 1987年、京都・加藤画廊にて個展を開催。その後、京都市役所（当時の市長は今川正彦）に『黄山松雲』を、元首相の中曽根康弘の事務所には『漓江攬勝図』をそれぞれ献呈、長岡天満宮（稲盛和夫奉賛会会長）に『歴史の輝き』を、鞍馬寺（信楽香仁貫主）に『千年松韻』を、奈良・橿原神宮（山田正宮司）に六曲二双屏風『富士雄姿』をそれぞれ奉納済み。
- 2006年、「在水一方〜謝春林海景山水画国際巡回展」を上海美術館、京都文化博物館等の地で盛大に開催。
- 2008年、「海景山水画」の第二シリーズ「上善若水」の創作を発足、海部俊樹元首相から「上善若水」の墨宝を頂戴した。
- 2012年までに、各地で27回に及ぶ個展を開き、その名は数多くの『世界芸術家辞典』、『美術年鑑』、『美術名典』、『芸術家年鑑』などに掲載されてある。

## 特徴と業績
謝春林は優れた才能と勤勉さで、美術界に入りして間もなく名声が広がっていった。上海友誼商店の入口に飾られている巨幅の『黄山迎客松』や香港国際空港の壁画『天山放牧』など、数多くの重要な場所の立派な山水画の制作を手がけてきた。
早く80年代から、謝春林は「海」を主題とする「海景山水画」といった新たな山水画の創作を模索し続けてきた。1985年に生涯初の海の山水画作品『心涛』を完成した際、師の応野平に「画格清新にして異趣を求め、心潮澎湃たり雲霄に接す」と絶賛され、更に応野平から「中国山水画の歴史上、海をテーマにする画家はいなかった。君は、その新しい道を切り開き，是非邁進してほしい」の激励を受けた。以来、師の教えを忘れることなく、日本列島を遍歴し、更に七年の歳月をかけて世界各地を周遊して海を見つめ続け、懸命に大海原の激動ぶりを水墨画に取り入れて描いてきた。
謝春林の海景山水画は、墨と豊かな色彩を上手く融合した。昔からの伝統的な水墨画は墨を主体としているが、謝春林は西洋絵画と現代日本画の長処を取り入れ、作品は光の表現を重視して、神秘的な海の美しさを独自の手法で表現している。とはいえ、謝春林の海景山水画は本格的な山水画伝統を離れず、筆・墨・紙・硯・色といった伝統的な道具を使い、線・点・皺・擦・染など様々な古来の技法を守り続けている。理念上も、山水画の伝統理念を受け継ぎ、物にそっくりの再現にこだわらずに、勢いや色調、神秘感などを含めた海から受ける感銘を重んじている。
ことに、謝春林の海景山水画は白色の絵の具を全く使わない点が特筆される。通常は海の景色を描く時、砕け散る波の花を表現するためには白色の絵の具が欠かせないものである。しかし、白を使えば、絵の全体が不自然のように見えてしまうきらいがある。そのため、謝春林は「留白法」という水墨画の伝統技法で波の花を表現する方法を考案した。つまり、波の部分に白色の絵の具を使わず、紙の地色の白色をそのまま活かして、波の外側に墨や絵の具を使うことで白い波花の形を浮び上がらせる技法である。とはいえ、常に変化して一定の形を保たない「水」を「留白法」で表現することは、それほど簡単に理想な効果を出せるものではない。謝春林は長年の研鑚を積み、色々な試行錯誤を経てから、ようやくこの「留白法」を自由自在に駆使することに成功した。
2006年に上海と京都で開催された「在水一方〜謝春林海景山水画国際巡回展」は謝春林の二十数回に及ぶ個展の中で、はじめて「海景山水画」にスポットを当てる展覧会であり、50余点の海景山水画作品を一堂に披露するこの展覧会は、中国の美術界に大きな衝撃を与えた。美術評論家は謝氏の海景山水画が伝統の山水画の世界を充実させ、新たな山水画の道を開いたという大きな意義があると評価している。

## 主な作品
- 『富士雄姿』
- 『金秋』
- 『光と海』
- 『海上生明月』
- 『瞬間』

- 『こよなく楽しむ』
- 『海と一つの約束がある』
- 『相依相存』
- 『富士五湖』
- 『小魚捕り』

- 『鴨川一隅』
- 『宝石色の五彩海』
- 『千姿百態九寨溝』

## 社会活動
- 1992年に国際書画交流協会を創立し、二十年以上にわたって北京、上海、深圳、西安などの美術団体と交流を行い、2016年までに12回の国際書画連合展を開催し、数多くの記念画集を出版した。2016年の連合展は国際書画交流協会と上海黄浦画院との友好交流25周年を記念して開催され、9月に上海に、11月に京都に巡回した。（謝春林倡辦中日書画展、連接上海京都）
- 1998年に日中国際文化基金会の主席を務め、中国湖南省の貧困地域へ訪問、長年にわたって貧しい子供達の助学金を援助した。
- 2014年9月に、上海市海外交流協会の常務理事に招聘され、日中両国の民間友好交流に力を尽くす。
- 2016年までに、日本文化友好訪中団を率いて14回に及ぶ中国各地への訪問を行った。